# Rockford (Michigan)
Rockford é uma cidade localizada no estado americano de Michigan, no Condado de Kent.

## Demografia
Segundo o censo americano de 2000, a sua população era de 4626 habitantes.
Em 2006, foi estimada uma população de 5176, um aumento de 550 (11.9%).

## Geografia
De acordo com o United States Census Bureau tem uma área de
7,9 km², dos quais 7,8 km² cobertos por terra e 0,1 km² cobertos por água. Rockford localiza-se a aproximadamente 226 m acima do nível do mar.

## Localidades na vizinhança
O diagrama seguinte representa as localidades num raio de 20 km ao redor de Rockford.